# Chief Xian aTunde Adjuah
Chief Xian aTunde Adjuah (New Orleans, 31 maart 1983) is een Amerikaanse jazztrompettist, componist en orkestleider. Hij was voorheen bekend onder zijn geboortenaam Christian Scott.

## Biografie
Scott kreeg zijn muzikale opleiding aan het New Orleans Center for the Creative Arts. Op 12-jarige leeftijd kreeg hij zijn eerste koperblaasinstrument cadeau. Al op 16-jarige leeftijd mocht Scott meespelen in de band van zijn oom Donald Harrison. Twee jaar later begeleidde hij Harrison op diens album Real Life Stories (2002). Scott voltooide zijn studie aan het Berklee College of Music in Boston in de helft van de daarvoor gebruikelijke tijd. Zijn eerste optreden had hij tijdens het Monterey Jazz Festival in 2004. Zijn begeleidingsband was toentertijd de Best-Of-band van de school. Na afronding van de middelbare school koos Scott New York als zijn keuzeplaats.
Zijn eerste album Rewind That als orkestleider bracht hij uit in 2006, waarvoor hij negen van elf songs zelf componeerde. Een jaar later werkte hij mee op het album Planet Earth van Prince bij enkele songs. De hiphop-muzikant Mos Def en Randy Jackson haalden Scott als gastmuzikant voor liveconcerten. Scott werd door Steven Soderbergh gevraagd om in de film Leatherheads een kleine rol te aanvaarden naast George Clooney en Renée Zellweger. Als zijn belangrijkste invloed noemde Scott Miles Davis, vooral diens consequente beslissing om alleen nog de samenvatting van zijn muzikale gedachten door te laten.
Zijn tweede soloalbum Anthem (2007) droeg Scott op aan zijn door de orkaan Katrina verwoeste geboortestad New Orleans. De songs van het album heten bijvoorbeeld Litany Against Fear, Antediluvian Adaptian (voor de grote vloed) en The Uprising. Het oudste lid van zijn toenmalige begeleidingsband was 26 jaar. Marcus Gilmore, de kleinzoon van de jazzdrummer Roy Haynes, nam het drumspel voor zijn rekening. Aan de piano werkte Aaron Parks mee. Verdere bandleden waren gitarist Matt Stevens, Walter Smith III en bassist Luques Curtis. Verder speelden op het album Anthem de altsaxofonist Louis Fouché en Esperanza Spalding mee. Bovendien speelde de rapper Brother J op het bonusnummer Postdiluvial Adaptation. Scott opent zijn muziek voor eigentijdse fusion-elementen uit muziekstijlen, die hij zelf hoort en waardeert.
Zijn derde album Live at Newport (2009) is een liveopname van het Newport Jazz Festival uit 2008. Het gaat over een referentie op het concert van Miles Davis, dat 50 jaar eerder op dezelfde plek plaatsvond. In februari 2009 gaf Scott tijdens zijn Europese tournee enkele concerten in de Duitstalige regio.
De cd Yesterday You Said Tomorrow uit 2010 huldigt in vorm en inhoud uitdrukkelijk Scotts voorbeelden uit de jaren 1960. Hij noemt het John Coltrane Quartet, Miles Davis’ tweede kwintet, Bob Dylan, Jimi Hendrix en Charles Mingus. Geproduceerd werd het album in de geluidsstudio van Rudy Van Gelder.

## Onderscheidingen
In 2010 kreeg Scott de Paul Acket Award tijdens het North Sea Jazz Festival.

## Discografie
- 2006: Rewind That (in 2007 onderscheiden met een Grammy Award in de categorie 'beste eigentijdse jazzalbum')
- 2007: Anthem
- 2009: Live at Newport
- 2010: Yesterday You Said Tomorrow
- 2012: Christian aTunde Adujah
- 2015: Stretch Music
- 2017: Diaspora
- 2017: Centennial Trilogy (Ropeadope Records)
- 2019:Ancestral Recall[3] (Ropeadope Records)

- Bibsys: 11065188
- Bibliothèque nationale de France: cb15533964s (data)
- Gemeinsame Normdatei: 135291593
- International Standard Name Identifier: 0000 0000 8619 6542
- Library of Congress Control Number: no2008041505
- MusicBrainz: 29b9d080-7de7-4608-8a50-57274a611bdd
- Nationale Bibliotheek van Tsjechië: xx0145832
- Nationale Bibliotheek van Israël: 987007404945905171
- Réseau des bibliothèques de Suisse occidentale: 02-A016242933
- Système universitaire de documentation: 15741681X
- Virtual International Authority File: 24911227
- WorldCat: E39PBJhxrjVgGVCcdyGrFK4THC